# Manja Kuhl
Manja Kuhl (* 9. Oktober 1981 in Hamburg) ist eine deutsche Schauspielerin.

## Leben
Manja Kuhl wurde im Hamburger Stadtteil Barmbek geboren und stand im Bereich des Kindertheaters früh auf der Bühne. Nach einem mehrmonatigen Aufenthalt in der Volksrepublik China nahm sie ab 2001 diverse Engagements am Jungen Schauspielhaus ihrer Heimatstadt sowie im Malersaal des Deutschen Schauspielhauses an. Erst danach absolvierte sie von 2004 bis 2008 an der Ernst-Busch-Hochschule in Berlin eine formale Ausbildung. Während dieser Zeit trat sie in Produktionen ihrer Hochschule (Stücke von Frank Wedekind, Eugène Ionesco, Thomas Brasch und Lars Norén), in freien Produktionen (z. B. in den Sophiensaelen in Berlin) und am Maxim-Gorki-Theater auf.
Ab der Spielzeit 2008/09 gehörte Manja Kuhl dem Ensemble des Theaters Oberhausen an. Für ihre Darstellung der Stella in Tennessee Williams’ Stück Endstation Sehnsucht wurde sie 2010 mit dem Günther-Büch-Nachwuchspreis des Theater-Freundeskreises ausgezeichnet. In der Titelrolle von Henrik Ibsens Schauspiel Nora oder Ein Puppenheim (Regie: Herbert Fritsch) war sie 2011 auf dem Berliner Theatertreffen zu sehen. Beim NRW-Theatertreffen westwärts in Wuppertal gewann sie im selben Jahr den Preis als „beste Schauspielerin“. Der Freundeskreis des Oberhausener Theaters verlieh ihr für ihre Leistungen in der Spielzeit 2010/11 den ersten Preis, während das Theaterpublikum sie mehrheitlich zur beliebtesten Darstellerin wählte.
Mit Beginn der Spielzeit 2013/2014 wechselte Kuhl in das Ensemble am Schauspiel Stuttgart.
2011 wurde Manja Kuhl von der Jury der Fachzeitschrift Theater heute zur „Nachwuchsschauspielerin des Jahres“ gewählt.
Im Februar 2021 war Kuhl Teil der Initiative #ActOut im SZ-Magazin, zusammen mit 184 anderen lesbischen, schwulen, bisexuellen, queeren, intergeschlechtlichen und transgender Personen aus dem Bereich der darstellenden Künste.